# Puschel, das Eichhorn
Puschel, das Eichhorn (jap. シートン動物記　りすのバナー, Shīton Dōbutsuki: Risu no Banā, dt. „Setons Tiergeschichte(n): Banner des Hörnchens“) ist eine Anime-Serie von Nippon Animation, die im Jahre 1979 in Japan veröffentlicht wurde. Die Handlung basiert auf dem Buch Fahnenschwanz: Geschichte eines Grauhörnchens (Bannertail: The Story of Grey Squirrel) von Ernest Thompson Seton aus dem Jahre 1922.

## Handlung
Das Eichhörnchen Puschel wurde als Baby von einem Menschen beim Bäumefällen gefunden, in sein Dorf gebracht und dort von einer Katze aufgezogen, deswegen hält sich das Eichkätzchen lange Zeit für eine Katze. (In welchem Land Puschel das Eichhorn spielt, ist unbekannt.) Eines Tages bricht ein Feuer im Dorf aus, Puschel muss sich von seiner Katzenmutter trennen und von nun an in freier Wildbahn leben. In einem Wald angekommen wollen Puschels Artgenossen Graubart, Rotbauch, Felix und Tante Lilli ihn zunächst nicht wirklich in ihre Eichhörnchengemeinschaft aufnehmen, da Puschel bei Menschen aufgewachsen ist, und ein Glöckchen um den Hals trägt. Vor allem Felix und Tante Lilli wollen den Neuankömmling so schnell wie möglich wieder loswerden. Nur Clay, das Eichhörnchenjunge und Sohn von Tante Lilli, und das Eichhörnchenmädchen Sue finden sofort Gefallen an dem Neuankömmling. Sue bringt Puschel Nüsse fressen, auf Bäume klettern, und von Ast zu Ast springen bei und hilft ihm einen Unterschlupf zu finden. Clay spielt immer wieder mit Puschel, was seiner strengen Mutter Lilli gar nicht gefällt, auch nicht als sie Puschel später akzeptiert. Neben Sue und Clay ist Puschel auch mit „Onkel Uhu“ (auch wenn Uhus eigentlich Eichhörnchen fressen) und mit einem Waschbär befreundet. Puschels Feinde sind sein Rivale Felix, der aber Puschels Freund wird, nachdem Puschel ihn vor einer bissigen Schildkröte gerettet hat, Fuchs, Wiesel und Adler, sowie Menschen und Hunde.
Weitere Waldbewohner sind ein Erdhörnchen, Kaninchen, Frau Specht (auch Tante Specht genannt) und die Ratten Non und Nen. Im Verlauf der Serie erleben Puschel und seine Freunde ein Abenteuer nach dem anderen. Puschel dreht völlig durch (Drogenrausch), nachdem er giftige Fliegenpilze gegessen hat, doch Sue kann ihn von seiner Sucht kurieren. Puschel und sein Spielgefährte Clay drücken die Schulbank, doch die beiden wollen lieber spielen und toben, und kosten ihren „Lehrer“ Graubart, den Großvater von Sue, einige Nerven. Sue liest aus den Sternen und wartet auf ihren Traumprinzen, doch Puschel und Felix können verhindern, dass sie mit dem erstbesten Eichkätzchen durchbrennt. Puschel verkleidet sich für eine Kaninchendame als Kaninchenjunges, steigert sich allerdings so in die Sache hinein, dass er seine Eichhörnchenexistenz verleugnet, und Felix findet eine von den Menschen im Wald vergessene Spieluhr. Doch dann wird Puschels Freund Onkel Uhu von Jägern tödlich verwundet, seinen Platz nimmt Frau Specht ein und der Wald wird abgeholzt. Puschel und seine Freunde müssen flüchten. Nach einer langen Reise über Wiesen, einen Fluss, wo die mittlerweile geläuterte bissige Schildkröte die Eichhörnchen vor einem Wasserfall rettet, durch die Berge, durch die menschliche Zivilisation, wo Puschel seine Katzenmutter wiedertrifft, mit dem Zug, und durch einen Schneesturm, bei dem Puschel und Sue gemeinsam nur knapp dem Kältetod entgehen, kommen Puschel und seine Freunde in einen neuen Wald. Dort treffen sie Frau Specht wieder, die für die Eichhörnchen Höhlen in den Baum hackt. Am Ende der Serie kann Puschel endgültig das Herz von Sue für sich gewinnen, die beiden heiraten und bekommen 3 Kinder.

## Produktion und Veröffentlichung
Der Anime entstand als zweiter Teil einer Reihe von Serien zu Ernest Thompson Setons Kinderbüchern, die erste war Jackie und Jill – Die Bärenkinder vom Berg Tarak von 1977. Die Produktion entstand unter der Regie von Yoshio Kuroda bei Studio Nippon Animation. Das Drehbuch schrieb Toshiyuki Kashiwakura, die Designs stammen von Yasuji Mori und die Animationsarbeiten wurden geleitet von Seiji Okuda und Tatsuo Ogawa. Die künstlerische Leitung lag bei Kazue Itō. Der verantwortliche Produzent war Akira Negoro. Bei der Produktion wurde eine für die damalige Zeit hohe Zahl an Cels verwendet, um die Bewegungen der Tiere möglichst realistisch darzustellen.
Die 26 Folgen mit je 23 Minuten Laufzeit wurden vom 7. April bis 29. September 1979 von TV Asahi in Japan gezeigt. Kurz nach der Ausstrahlung in Japan wurde die Serie in den USA gezeigt – jedoch nur untertitelt auf einigen regionalen Sendern, die sich an die japanische Gemeinschaft richteten. Es folgten internationale Ausstrahlungen in Südkorea, Italien, auf den Philippinen, im arabischen Raum sowie von diversen Sendern in Spanien, Portugal und Lateinamerika. Es wurden Hörspiele, Kinderbücher und Puzzles, in Japan zusätzlich Schallplatten, Videokassetten, Spielfiguren, Kinderteller etc. von Puschel das Eichhorn vermarktet.
Die deutsche Erstausstrahlung der Serie erfolgte von April bis August 1984 im ZDF. Nachdem die Serie Anfang der 1990er-Jahre kurzzeitig im Programm der Privatsender ProSieben und Kabelkanal zu sehen war, wurde sie daraufhin knapp zehn Jahre lang nicht mehr im Free-TV gezeigt. Von November 1999 bis April 2018 wurde Puschel das Eichhorn auf Junior (Fernsehsender), und von April 2004 bis Juli 2007 im KiKA ausgestrahlt. Danach wurde die Serie nur noch von Junior oder Premiere Austria gezeigt. Das Label More Music (im Vertrieb von Universal) brachte im Oktober 2004 fünf DVDs mit der kompletten Serie auf den Markt.

### Synchronisation
Die deutsche Synchronbearbeitung entstand bei Arena Synchron in Berlin. Für Dialogbuch und -regie zeichnete Eberhard Storeck verantwortlich.
| Rolle (jp./dt.)       | Japanischer Sprecher (Seiyū) | Deutscher Synchronsprecher |
| --------------------- | ---------------------------- | -------------------------- |
| Erzähler              | Miyoko Asō                   | Gudrun Genest              |
| Banner/Puschel        | Noriko Tsukase               | Renate Danz                |
| Radoru/Rotbauch       | Kaneta Kimotsuki             | Claus Jurichs              |
| Stummel               |                              | Wolfgang Ziffer            |
| Sue                   | Keiko Yokozawa               | Rebecca Völz               |
| Gocha/Felix           | Shigeru Chiba                | Edith Hancke               |
| Kitsusuki/Frau Specht | Michiko Hirai                | Tilly Lauenstein           |
| Clay                  | Masako Sugaya                | Horst Gentzen              |
| Akacho/Herr Spitzohr  | Takeshi Aono                 | Wilfried Herbst            |
| Graubart              | Kazuomi Ikeda                | Wolfgang Gruner            |
| Katzenmutter          | Ikuko Tani                   | Inge Landgut               |
| Nen                   | Sanji Hase                   | Jürgen Kluckert            |
| Non                   | Chikao Ōtsuka                | Eberhard Storeck           |
| Lolly/Tante Lilli     | Hiroko Maruyama              | Ilse Pagé                  |
| Mimizuku/Uhu          | Ichirō Nagai                 | Franz-Otto Krüger          |
| Waschbär              | Tetsuo Mizutori              | Ingo Osterloh              |

### Musik
Die Musik der Serie wurde komponiert von Akihiro Komori. Das deutsche Titellied wurde von Robert Pferdmenges komponiert und gesungen.

## Rezeption
In der Reihe von Verfilmungen von Setons Büchern war Puschel die erfolgreichste in Japan. In den USA wurde sie dagegen nur kurz gezeigt und konnte kein geeignetes Zielpublikum erreichen. Laut Anime Encyclopedia gelingt es der Produktion, durch den Einsatz vieler Animationsfolien die Bewegungen der Tiere realistisch darzustellen. Die deutsche Zeitschrift AnimaniA schreibt, die Serie vermittele „auf unterhaltsame und rührende Weise“ „Werte wie Freundschaft, Durchhaltevermögen, Gemeinschaftssinn und Verantwortungsbewusstsein“. Die mit Tieren erzählten Geschichten könnten sich ebenso mit Menschen zugetragen haben, „Vorurteile gegen Andersartige, das Entstehen von Gerüchten sowie deren Auswirkungen und sogar Drogensucht“ würden thematisiert, wobei am Ende stets eine passende Lösung stehe. Neben dem ansprechenden Design mache auch die gelungene deutsche Umsetzung die Serie „zu einem anregenden Fernsehvergnügen für die ganze Familie.“